# Roazhon Park
Roazhon Park eller Stade de la Route de Lorient (normalt bare kaldet Route de Lorient) er et fodboldstadion i Rennes i Bretagne, Frankrig. Stadionet er hjemmebane for Ligue 1-klubben Rennes FC, og blev indviet 15. september 1912. Det har plads til 31.127 tilskuere, og alle pladser er siddepladser. Stadionet ligger på Route de Lorient (vejen til Lorient), heraf navnet. 